# 司南祠
司南祠位於重慶市萬州區太安鎮鳳凰社區五組，文物遺址年代為清代，2009年12月15日列為第二批重慶市文物保護單位。